# Duché de Modène et Reggio
 (janvier 2023).
Si vous disposez d'ouvrages ou d'articles de référence ou si vous connaissez des sites web de qualité traitant du thème abordé ici, merci de compléter l'article en donnant les références utiles à sa vérifiabilité et en les liant à la section « Notes et références ».
1452–1859
Entités précédentes :
- Commune libre de Modène
- Commune libre de Reggio
- Duché de la Mirandole
- Duché de Massa et Carrare
- Duché de Guastalla

Entités suivantes :
- République cispadane (1796)
- Provinces-Unies d'Italie centrale (1859)

Le duché de Modène et Reggio (en latin : Ducatus Mutinae et Regii ou Ducatus Mutinensis et Regiensis ; en italien : Ducato di Modena e Reggio) est un ancien État d'Italie, formé par l'union de plusieurs fiefs impériaux et officiellement appelé les « États d'Este » (Stati Estensi).

## Histoire

### Origines
Le duché de Modène trouve son origine dans un marquisat lombard devenu indépendant à la mort de la comtesse Mathilde, dernière descendante des comtes de Toscane de la maison de Canossa, en 1115. De 1288 à 1306, puis de nouveau à partir de 1336, Modène tomba sous la souveraineté de la maison d'Este, originaire de la ville voisine de Ferrare. Le 18 mai 1452, l'empereur Frédéric III du Saint-Empire conféra aux Este le titre de duc de Modène.
En 1597, les Este perdirent la souveraineté de Ferrare au profit du pape Clément VIII et établirent leur capitale à Modène, fondant la branche connue sous le nom d'Este-Modène.
Au XVIIIe siècle, le duc François III n'eut qu'un fils de son mariage avec Charlotte-Aglaé d'Orléans (1700-1761), qui survécut jusqu'après 1751 et monta finalement sur le trône en 1780 sous le nom d'Hercule III. Il avait épousé en 1741 Maria Teresa Cybo-Malaspina (1725-1790), souveraine du duché de Massa et Carrare, dont les titres, à défaut d'héritiers mâles, étaient transmissibles également en ligne féminine en vertu d'un décret de 1529 de l'empereur Charles Quint. En revanche, les titres souverains de la maison d'Este – les duchés de Modène, Reggio et Mirandole – ne pouvaient se transmettre qu'en ligne masculine conformément à la loi salique.
En vertu d'un traité secret du 11 mai 1753, conclu entre l'impératrice Marie-Thérèse, le duc de Modène et George II de Grande-Bretagne, en sa qualité de chef de la Maison Guelfe, l'héritier de la maison d'Este, en cas d'extinction de celle-ci en ligne masculine, serait l'archiduc Pierre-Léopold de Habsbourg-Lorraine, qui était fiancé à la fille unique d’Hercule III, Marie-Béatrice d'Este, avec les accords de mariage stipulés conjointement avec le traité secret. Comme en 1761 l’archiduc Pierre-Léopold devint héritier présomptif du grand-duché de Toscane, deux ans plus tard, il fut convenu entre les deux Maisons que son frère cadet, l’archiduc Ferdinand de Habsbourg-Lorraine le remplacerait à tous égards dans les traités de 1753, y compris la promesse de mariage avec la princesse de Modène. Sa désignation comme successeur de la famille Este fut ratifiée par la Diète perpétuelle de Ratisbonne en janvier 1771 et le mariage fut finalement célébré le 15 octobre suivant.

### Occupation française
Pendant la guerre de Succession d'Espagne, les Français occupèrent plusieurs villes du Piémont. Modène se rendit le 31 juillet 1702. Dès la fin de l'année 1703, la création d'un atelier monétaire fut envisagée à Modène. Cet atelier frappa au nom de Louis XIV en 1704 et 1705 des espèces de billon et de cuivre.
En 1796, Modène fut envahie par les troupes françaises de l’armée d’Italie. Le duc Hercule III s’enfuit le 7 mai 1796 et, le 12 mai, un cessez-le-feu fut conclu. Le duc fut renversé et Modène rejoignit la République cispadane, constituée avec Bologne, Ferrare et Reggio, qui fut incluse en juillet 1797 dans la République cisalpine. Le traité de Campo-Formio du 17 octobre 1797 (article 18) reconnut la cession de Modène à la République cisalpine tout en reconnaissant au duc de Modène souveraineté sur la province autrichienne de Brisgau.
Modène fut occupée par les Autrichiens en juin 1799 puis évacuée l’année suivante. La République cisalpine fut restaurée après la bataille de Marengo du 25 juin 1800. En 1805, elle fut intégrée au royaume d’Italie, sous le règne de l’empereur des Français et roi d’Italie, Napoléon Ier. Une partie des possessions de la maison d’Este, les duchés de Reggio et de Rovigo, servit à constituer des grands fiefs.

### Restauration
Le 7 février 1814, les armées autrichiennes occupèrent Modène. L’archiduc Ferdinand étant décédé en 1806, son fils aîné, François (1779-1846), arriva sur place le 19 juillet 1814. L’acte final du congrès de Vienne de 1815 lui rendit Modène, Reggio et Mirandole, ainsi que Massa et Carrare à sa mère. Modène fut brièvement occupée par les troupes de Murat, ex-roi de Naples, en 1815. De retour en possession de ses États, François IV reçut en décembre de la même année de sa mère le transfert des anciens fiefs impériaux de Lunigiana que le Congrès avait décidé de ne pas reconstituer, les attribuant à la duchesse de Massa. En 1829, à la mort de Marie-Béatrice, François IV lui succéda également dans ses domaines ancestraux toscans, les annexant aux États d'Este et acquérant ainsi a ces derniers l'accès tant convoité à la mer.
Lors des soulèvements révolutionnaires qui suivirent les Trois Glorieuses, de février à mars 1831, François IV dut trouver refuge à Mantoue, possession autrichienne. Un gouvernement provisoire fut mis en place, mais fut bientôt renversé par les troupes autrichiennes envoyées pour soutenir le duc. Il fit ensuite exécuter le leader charbonnier Ciro Menotti, bien qu'il ait d'abord encouragé ses complots d'une manière ou d'une autre, dans l'espoir d'en profiter pour ses objectifs dynastiques expansionnistes.
Dans l'application pacifique et négociée de l'acte final du Congrès de Vienne, du traité collatéral de Paris de 1817 et du traité secret de Florence de 1844, le duché réalisa en 1847 les élargissements territoriaux suivants en échange de compensations très limitées : l'ancien duché de Guastalla et les territoires de la rive droite de la rivière Enza en Émilie, auparavant possessions du duché de Parme et Plaisance, furent annexés, ainsi que d'autres territoires toscans appartenant au duché dissous de Lucques et au grand-duché de Toscane : le duché de Modène et Régio atteint ainsi son extension territoriale maximale.
De mars à août 1848, le duc reprit le chemin de l’exil tandis que Modène était dirigée par un gouvernement provisoire et fut même brièvement réunie au Piémont. Le duc fut restauré le 10 août 1848.
Quand la guerre éclata entre l’Autriche et le royaume de Sardaigne en avril 1859, François V de Modène prit parti pour l’Autriche mais fut contraint d’abdiquer et de quitter Modène pour Mantoue après avoir institué une régence qui ne dura que deux jours. Une assemblée municipale décida du rattachement de Modène au royaume de Sardaigne et vota la destitution de la maison de Habsbourg-Este. L’annexion par le royaume de Sardaigne fut ratifiée par un plébiscite en 1860 et elle intégra de ce fait le royaume d’Italie. Modène perdit alors son statut de capitale d’un État indépendant pour devenir un chef-lieu de province.